# Tachyphyle
Tachyphyle es un género de polillas coloridas en la familia Geometridae. Fue erigido por el entomólogo británico William Warren en 1881. Se encuentra distribuido en el Neotrópico. Tiene gran parecido con los géneros Tachychlora, Rhodochlora y Pyrochlora, con las que tiene cierta concordancia en coloración. Varias especies de Tachychlora han sido transferidos a Tachyphyle, principalmente por el lepidopterologo inglés Louis Beethoven Prout.
Las polillas de este género se caracteriza por sus patrones y manchas en las alas distintivos y su capacidad de vuelo rápido. Por lo general, son de color marrón verdoso o gris.

## Especies
- T. acuta Butler, 1881
- T. albisparsa Warren, 1907
- T. allineata Warren, 1900
- T. antimima Prout, 1932
- T. apicibadia Prout, 1932
- T. assa Druce, 1892
- T. basiplaga Walker, 1861
- T. costiscripta Warren, 1906
- T. deaster Schaus, 1912
- T. hamata Schaus, 1912
- T. maiester Dyar, 1914
- T. nepia Prout, 1932
- T. occulta Warren, 1901
- T. olivia Schaus, 1901
- T. oubrica [[Harrison Gray Dyar|Dyar]], 1914
- T. pigraria Wichers & Scheller, 1830
- T. subfulvata Warren, 1906
- T. undilineata Warren, 1900